# Josef Bergenthal (Maler)

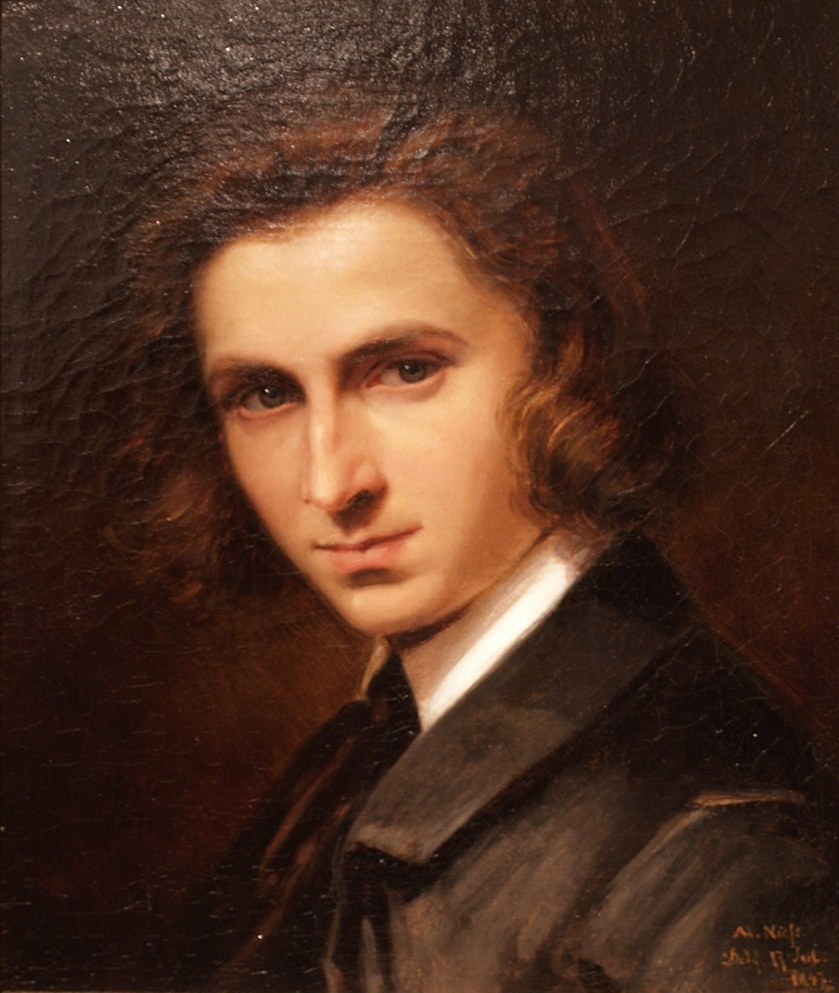
Porträt von Josef Bergenthal (heute im Heinrich-Lübke-Haus)

Josef Bergenthal, auch Joseph Bergenthal (* 1827 in Sundern, Provinz Westfalen; † 3. April 1887 in Philadelphia), war ein deutscher Historien- und Tiermaler. Er wanderte später in die Vereinigten Staaten aus, wo er sich in Philadelphia als Porträtmaler etablierte.

## Leben
Bergenthal war der Sohn des aus Schmallenberg stammenden Ackermannes Anton Bergenthal, genannt Schroer, und dessen Ehefrau Maria, geborene Thüsing. Er hatte fünf Geschwister. Im Jahr 1834 verstarb seine Mutter und acht Jahre später sein Vater. Er besuchte zunächst die Volksschule. Welchen Beruf er danach zunächst erlernte und ausübte, ist unbekannt. Bergenthal fiel früh wegen seines Zeichentalentes auf. 1846 schrieb er sich als 18-Jähriger an der Kunstakademie in Düsseldorf ein. Er besuchte zunächst die Zeichen- oder „Gipsklasse“ und die „Bauklasse“ bei Rudolf Wiegmann. 1847/1848 genoss er den Unterricht bei Karl Ferdinand Sohn in dessen Kompositions- und Malklasse und wechselte 1850 bis zum Abschluss 1854 in die Mal- und Meisterklasse von Wilhelm von Schadow. Parallel hörte er 1853 die kunstgeschichtlichen Vorträge bei Karl Josef Ignatz Mosler, die im Kupferstichkabinett der Akademie stattfanden. Nachdem er zuerst das Fach der Historienmalerei vertieft hatte, wandte er sich der Tiermalerei zu.
Im Jahr 1849 kehrte er nach Sundern zurück. Der Hauptgrund war wohl, dass er sich der politischen Verfolgung durch die preußische Polizei entziehen wollte, hatte er sich doch 1848/1849 in Düsseldorf an der Revolutionsbewegung beteiligt. Während seines Aufenthaltes in Sundern entstanden unter anderem drei Altarbilder für die St.-Rochus-Kapelle in Sundern. Sie stellen Rochus von Montpellier, Lucia von Syrakus und das Lamm Gottes dar. Auch eine Reihe von Porträts, darunter ein Selbstbildnis, entstanden dort. Eine Reihe seiner Bilder wurden später übermalt, so dass nur noch wenige erhalten sind. Im Jahr 1863 wanderte er in die Vereinigten Staaten aus. Er soll dort Direktor an der Kunstakademie von Philadelphia geworden sein. Neuere Forschungen konnten dies nicht belegen.